# Le Bény-Bocage
Le Bény-Bocage (Ausspracheⓘ) ist eine ehemalige französische Gemeinde mit 986 Einwohnern (Stand 1. Januar 2022), den Bény-Bocains, im Département Calvados in der Region Normandie.
Am 1. Januar 2016 wurde Le Bény-Bocage im Zuge einer Gebietsreform zusammen mit 19 benachbarten Gemeinden, die wie Le Bény-Bocage alle dem aufgelösten Gemeindeverband Bény-Bocage angehörten, als Ortsteil in die neue Gemeinde Souleuvre en Bocage eingegliedert. Le Bény-Bocage stellt dabei als „übergeordneter Ortsteil“ den Verwaltungssitz von Souleuvre en Bocage dar.

## Geografie
Le Bény-Bocage liegt rund 12 Kilometer nordnordöstlich von Vire-Normandie und 28 Kilometer südöstlich von Saint-Lô.

## Geschichte
Im Zweiten Weltkrieg wurde Le Bény-Bocage am 1. August 1944 von der deutschen Besatzung befreit.

## Bevölkerungsentwicklung
| Jahr                             | 1793 | 1836 | 1876 | 1926 | 1946 | 1968 | 1990 | 2013  |
| Einwohner                        | 711  | 901  | 835  | 652  | 711  | 640  | 846  | 1.039 |
| Quelle: Cassini, EHESS und INSEE |      |      |      |      |      |      |      |       |

## Sehenswürdigkeiten
- Kirche Sainte-Honorine aus dem 17. Jahrhundert